# یامادا ۳۷۸۶
سیارک ۳۷۸۶ (به انگلیسی: 3786 Yamada، نامگذاری:1988AE) سه هزار و هفتصد و هشتاد و ششمین سیارک کشف شده‌است که در ۱۰ ژانویه ۱۹۸۸ کشف شد.
قدر مطلق سیارک برابر ۱۱٫۲۰ است.